# 2-Chlorobenzaldéhyde
Le 2-chlorobenzaldéhyde, orthochlorobenzaldéhyde ou o-chlorobenzaldéhyde est un composé aromatique de formule C7H5ClO. C'est l'un des trois isomères du chlorobenzaldéhyde, composé constitué d'un noyau benzénique substitué par un groupe aldéhyde  (-CHO) et un atome de  chlore (Cl), avec dans ce cas les substituants aux position 1,2 ou « ortho ».
Il est utilisé dans la synthèse du gaz CS par une condensation de Knoevenagel avec le malononitrile : 

Synthèse de gaz CS